# Wellington
|  | Per a altres significats, vegeu «Wellington (desambiguació)». |

Wellington (en maori: Te Whanga-nui-a-Tara, Pōneke o Te Upoko-o-te-Ika-a-Māui) és la capital de Nova Zelanda, la tercera àrea metropolitana més gran del país, i la ciutat capital nacional més poblada d'Oceania. Wellington es troba a la punta sud de l'illa del Nord, al centre del país. Les institucions financeres més importants de Nova Zelanda estan dividides entre Wellington i Auckland, i algunes organitzacions tenen oficines a ambdues ciutats. Wellington és el centre polític de Nova Zelanda, seu del Parlament i de les oficines de tots els departaments i ministeris governamentals. Sovint coneguda com la capital cultural de Nova Zelanda, la cultura de Wellington és una cultura diversa i sovint impulsada pels joves que ha donat influència a Oceania. Una de les ciutats més habitables del món: en el rànquing global d'habitabilitat 2021 Wellington va empatar amb Tòquio com a 4a del món.
Des del 2017 fins al 2018, el Deutsche Bank la va classificar en primer lloc del món tant per habitabilitat com per no contaminació.
Recintes culturals com Cuba Street i Newtown són coneguts per la innovació creativa, les botigues, el caràcter històric i el menjar. La ciutat és coneguda per les seves cafeteries, amb menjar i begudes perfeccionades aquí, com ara el cafè amb llet. Així, Wellington té una forta cultura del cafè –la ciutat té més cafès per càpita que Nova York als Estats Units– i en va ser pionera gràcies a immigrants italians i grecs en zones com el mont Victòria, la badia de l'illa i Miramar.
La influència naixent deriva dels migrants etíops. La vitalitat i la diversitat cultural de Wellington són conegudes arreu del món. És la segona ciutat amb més diversitat ètnica de Nova Zelanda, només superada per Auckland, i compta amb una cultura "gresol" de minories significatives com la malàisia, italiana, holandesa, coreana, xinesa, grega, india, de Samoa i de les comunitats indigenes Taranaki Whānui. Descrita per Lonely Planet el 2013 com "la petita capital més fantàstica del món", la ciutat global ha passat d'un animat assentament maori a un lloc avançat colonial, i d'aquí a una capital d'Australàsia que ha experimentat un "notable ressorgiment creatiu".

## Etimologia
El nom de Wellington prové d'Arthur Wellesley, el primer duc de Wellington i vencedor de la batalla de Waterloo. El títol del duc prové del poble de Wellington, del comtat anglès de Somerset.
En la llengua maori, Wellington té tres noms: Te Whanga-nui-a-Tara es refereix al port de Wellington, i significa «el gran port de Tara». L'ús del nom alternatiu Pōneke no es recomana, atès que es creu que és una transliteració del sobrenom anglès «Port Nick», que prové de Port Nicholson, l'antic nom de Wellington. Te Upoko-o-te-Ika-a-Māui, significant «el cap del peix de Maui», un nom tradicional per a la porció més austral de l'illa del Nord. Es va dir que el llegendari explorador Maori Kupe, cap d'Hawaiki (la pàtria d'exploradors polinesis, d'ubicació geogràfica no confirmada, per a no confondre's amb Hawaiki), havia romàs en el port abans del 1000 dC. Aquí, es diu que va tenir un impacte notable en la zona, i la mitologia local diu que va batejar les dues illes del port amb el nom de les seves filles, Matiu (Illa Somes), i Mākaro (Illa Ward). No obstant això, es diu que l'assentament primari de Wellington va ser executat per Tara, el fill de Whatonga, un cap de la península de Māhia, que li va dir al seu fill que viatgés al sud, per a trobar terres més fèrtils per a assentar-se.
A la llengua de signes de Nova Zelanda, el nom es marca aixecant els dits índex, mig i anular d'una mà, el palmell cap endavant, per formar una "W", i sacsejant-lo lleugerament d'un costat a l'altre dues vegades.
La ubicació de la ciutat prop de la boca de l'estret de Cook Strait la deixa vulnerable a fortes tempestes, la qual cosa porta al sobrenom de "Windy Wellington".

## Geografia
Wellington es localitza a la punta sud-oest de l'illa del Nord a l'estret de Cook, estret que connecta l'illa del Nord i l'illa del Sud. En dies clars es poden veure les muntanyes Kaikoura Ranges de l'illa del Sud a través de l'estret de Cook. Al nord es localitzen les platges de Kapiti Coast. A l'est les muntanyes Rimutaka Range divideixen Wellington i les planes de Wairarapa, una regió vinícola de notorietat nacional.
Amb una latitud de 41° 17′ sud, Wellington és la capital més austral del món. Wellington és, a més, la ciutat capital més remota del món, ja que és la que es troba més lluny de qualsevol altra capital. Wellington és de les ciutats més densament poblades de Nova Zelanda degut a grans àrees restringides entre el port i les muntanyes. La ciutat té poques àrees on poder expandir, i això ha causat el desenvolupament de pobles suburbans en l'àrea urbana.
Més que altres ciutats neozelandeses, l'activitat a Wellington es veu principalment al central business district (CBD). Aproximadament 62.000 persones treballen en el CBD, tan sols 4.000 menys que els que treballen en el CBD d'Auckland, tot i que aquesta ciutat té més de tres vegades més persones.
Els habitants de Wellington gaudeixen d'un sou més alt que el normal a Nova Zelanda, amb Wellington tenint el sou medià més gran de qualsevol ciutat neozelandesa. Wellington té una proporció de persones amb qualificacions d'educació terciària més gran que el mitjà nacional.

### Població

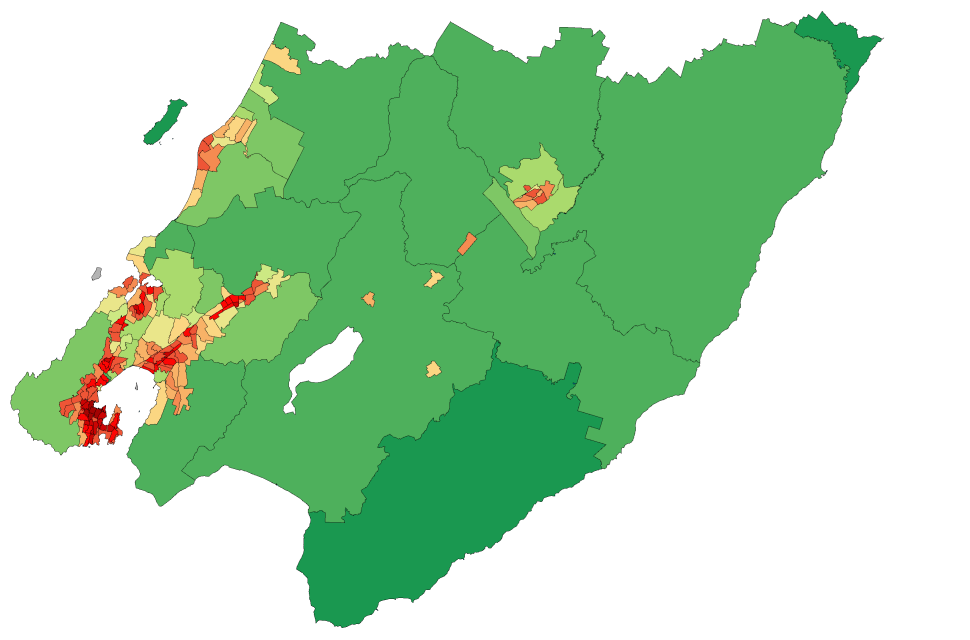
Densitat poblacional a la regió de Wellington (2006)

L'àrea urbana de Wellington té una població total de 397.300 habitants segons una estimació del juny de 2011.
| Ciutat            | Total   | Homes   | Dones   |
| ----------------- | ------- | ------- | ------- |
| Wellington City   | 179.466 | 86.932  | 92.532  |
| Lower Hutt City   | 97.701  | 47.703  | 49.998  |
| Upper Hutt City   | 38.415  | 19.088  | 19.317  |
| Porirua City      | 48.546  | 23.634  | 24.912  |
| Total àrea urbana | 364.128 | 177.369 | 186.759 |

### Distribució per edats
La distribució per edats de l'àrea urbana de Wellington és similar a la distribució per edats a nivell nacional. Wellington City, però, té una població relativament petita d'ancians.
| Ciutat            | 0-20 | 20-39 | 40-59 | 60-79 | 80+ |
| ----------------- | ---- | ----- | ----- | ----- | --- |
| Wellington        | 25%  | 37%   | 26%   | 10%   | 2%  |
| Lower Hutt        | 30%  | 27%   | 27%   | 12%   | 3%  |
| Upper Hutt        | 30%  | 25%   | 28%   | 14%   | 3%  |
| Porirua           | 34%  | 27%   | 26%   | 10%   | 1%  |
| Total àrea urbana | 28%  | 32%   | 27%   | 11%   | 2%  |
| Nova Zelanda      | 29%  | 27%   | 27%   | 14%   | 3%  |

## Clima
| Paràmetres climàtics mitjans de Wellington | Paràmetres climàtics mitjans de Wellington | Paràmetres climàtics mitjans de Wellington | Paràmetres climàtics mitjans de Wellington | Paràmetres climàtics mitjans de Wellington | Paràmetres climàtics mitjans de Wellington | Paràmetres climàtics mitjans de Wellington | Paràmetres climàtics mitjans de Wellington | Paràmetres climàtics mitjans de Wellington | Paràmetres climàtics mitjans de Wellington | Paràmetres climàtics mitjans de Wellington | Paràmetres climàtics mitjans de Wellington | Paràmetres climàtics mitjans de Wellington | Paràmetres climàtics mitjans de Wellington |
| Mes                                        | Gen.                                       | Feb.                                       | Mar.                                       | Abr.                                       | Mai.                                       | Jun.                                       | Jul.                                       | Ago.                                       | Set.                                       | Oct.                                       | Nov.                                       | Des.                                       | Anual                                      |
| ------------------------------------------ | ------------------------------------------ | ------------------------------------------ | ------------------------------------------ | ------------------------------------------ | ------------------------------------------ | ------------------------------------------ | ------------------------------------------ | ------------------------------------------ | ------------------------------------------ | ------------------------------------------ | ------------------------------------------ | ------------------------------------------ | ------------------------------------------ |
| Temperatura diària màxima °C (°F)          | 20,3 (68,5)                                | 20,6 (69,1)                                | 19 (66,2)                                  | 16,7 (62,1)                                | 14,2 (57,6)                                | 12 (53,6)                                  | 11,4 (52,5)                                | 12 (53,6)                                  | 13,5 (56,3)                                | 15 (59)                                    | 16,6 (61,9)                                | 18,5 (65,3)                                | 15,8 (60,4)                                |
| Temperatura diària mínima °C (°F)          | 13,4 (56,1)                                | 13,6 (56,5)                                | 12,6 (54,7)                                | 10,9 (51,6)                                | 8,8 (47,8)                                 | 6,9 (44,4)                                 | 6,3 (43,3)                                 | 6,5 (43,7)                                 | 7,7 (45,9)                                 | 9 (48,2)                                   | 10,3 (50,5)                                | 12,2 (54)                                  | 9,9 (49,8)                                 |
| Precipitació total mm (polzades)           | 72 (2,8)                                   | 62 (2,4)                                   | 92 (3,6)                                   | 100 (3,9)                                  | 117 (4,6)                                  | 147 (5,8)                                  | 136 (5,4)                                  | 123 (4,8)                                  | 100 (3,9)                                  | 115 (4,5)                                  | 99 (3,9)                                   | 86 (3,4)                                   | 1.249 (49,2)                               |
| Font: NIWA                                 |                                            |                                            |                                            |                                            |                                            |                                            |                                            |                                            |                                            |                                            |                                            |                                            |                                            |

## Història

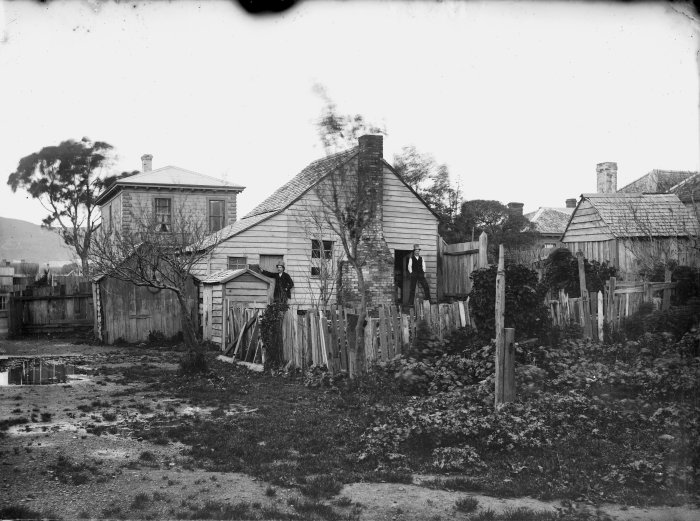
"The Old Shebang" al carrer Cuba, c. 1883

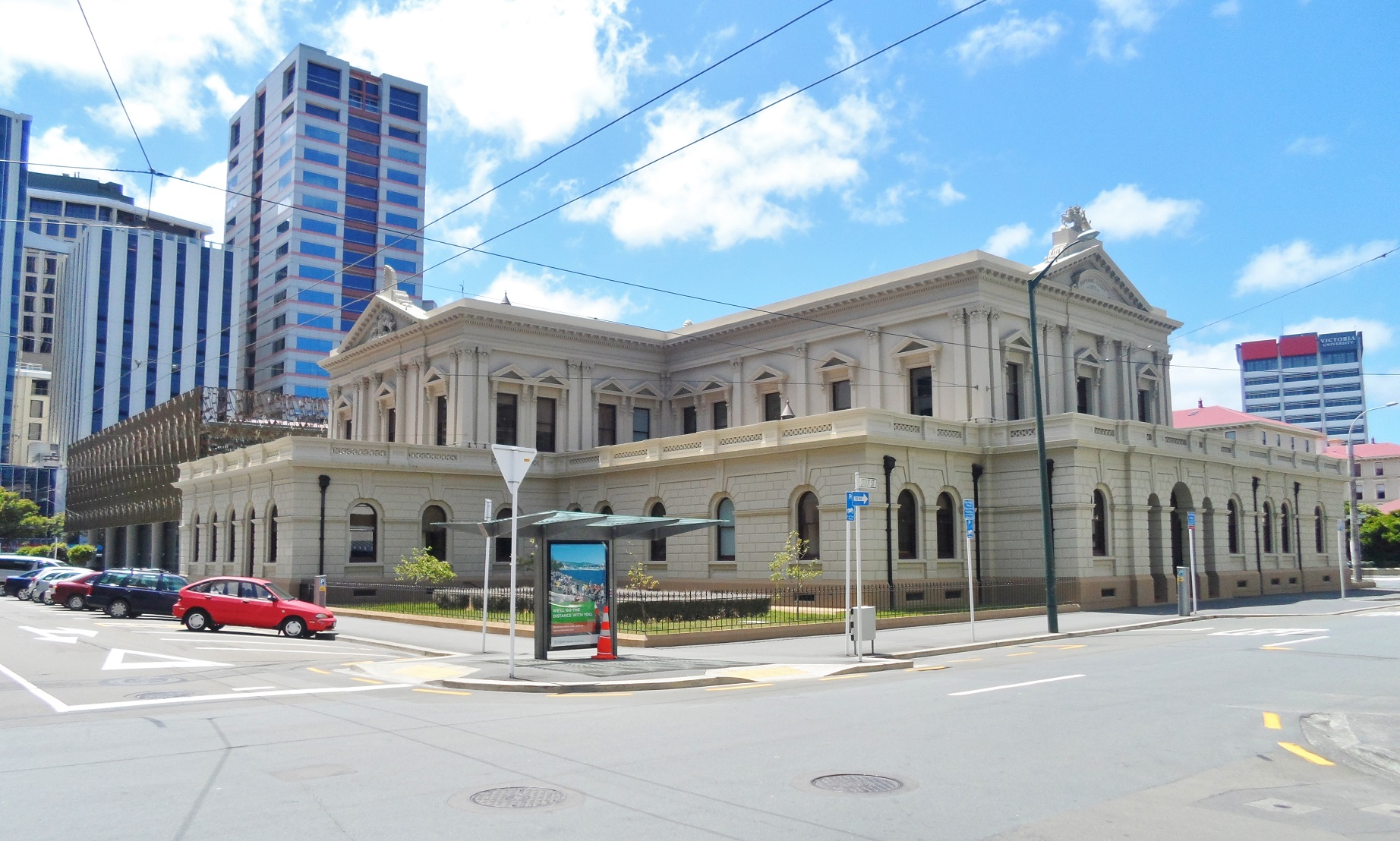
L'Antic Tribunal Superior, restaurat com a Tribunal Suprem de Nova Zelanda

### Assentament maori
Les llegendes conten que Kupe va descobrir i va explorar la regió aproximadament el segle 10. Abans de la colonització europea, la zona en la qual es va fundar la ciutat de Wellington estava estacionalment habitada pels indígenes maoris. La primera data amb evidència sòlida d'activitat humana a Nova Zelanda és al voltant de 1280.
Wellington i els seus voltants han estat ocupats per diversos grups maoris des del segle XII. Es va dir que el llegendari explorador polinesi Kupe, cap d'Hawaiki (la pàtria d'exploradors polinesis, d'ubicació geogràfica no confirmada, no confós amb Hawaiki), s'havia quedat al port des del 925, aproximadament. Un posterior explorador maori, Whatonga, va cridar al port Et Whanganui-a-Tara després del seu fill Tara.
Abans de la dècada de 1820, la majoria dels habitants de la regió de Wellington eren descendents de Whatonga.
El 1820, les persones que hi vivien eren Ngāti Ira i altres grups que provenien de l'explorador Whatonga, incloent Rangitāne i Muaūpoko. No obstant això, aquests grups van ser finalment expulsats de et Whanganui-a-Tara per una sèrie de migracions d'altres tribus iwi (māori) del nord. Els grups migratoris van ser Ngāti Toa, que venia de Kāwhia, Ngāti Rangatahi, prop de Taumarunui, i T'Atiawa, Ngāti Tama, Ngāti Mutunga, Taranaki i Ngāti Ruanui de Taranaki. Ngāti Mutunga més tard es va traslladar a les Illes Chatham. El Tribunal de Waitangi ha constatat que en el moment de la signatura del Tractat de Waitangi el 1840, T'Atiawa, Taranaki, Ngati Ruanui, Ngati Tama i Nmana gati Toa celebraven interessos de whenua en la zona, a través de la conquesta i l'ocupació.

### Primer assentament europeu
Els passos cap a l'assentament de Pākehā (europeus) en la zona van començar el 1839, quan el coronel William Wakefield va arribar a comprar terrenys perquè la Companyia de Nova Zelanda vengués a futurs colons britànics. Abans, els habitants maoris havien tingut contacte amb balleners i comerciants Pākehā.

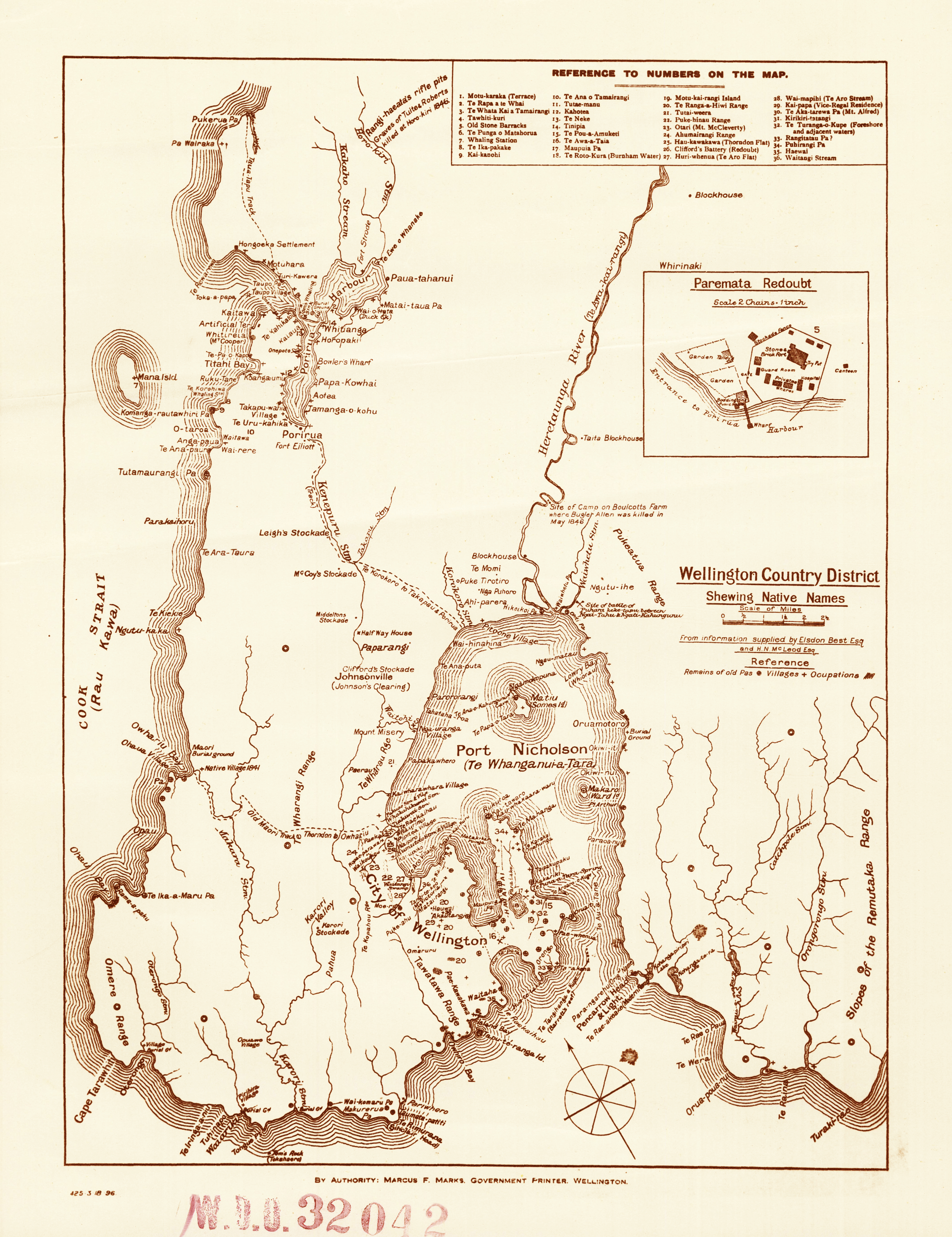
Aquest mapa primerenc del Districte del Comtat de Wellington mostra una sèrie de llocs històrics importants, incloent Māori pā, rutes, wāhi tapu, i pre-1840 llocs de batalla, així com llocs de batalla de Nova Zelanda Land Wars

L'acord europeu va començar amb l'arribada d'un partit anticipat de la Companyia de Nova Zelanda en el vaixell Tory el 20 de setembre de 1839, seguit per 150 colons en l'Aurora el 22 de gener de 1840. Així, l'acord de Wellington va precedir la signatura del Tractat de Waitangi (el 6 de febrer de 1840). Els 1840 colons van construir unes primeres cases a Petone (que van anomenar Britannia durant un temps) a la plana de la desembocadura del riu Hutt. En pocs mesos aquesta zona va resultar ser pantanosa, i la majoria dels nouvinguts van emigrar via Wellington Harbour a Thorndon al lloc que esdevindria la ciutat de Wellington.

### Capital nacional

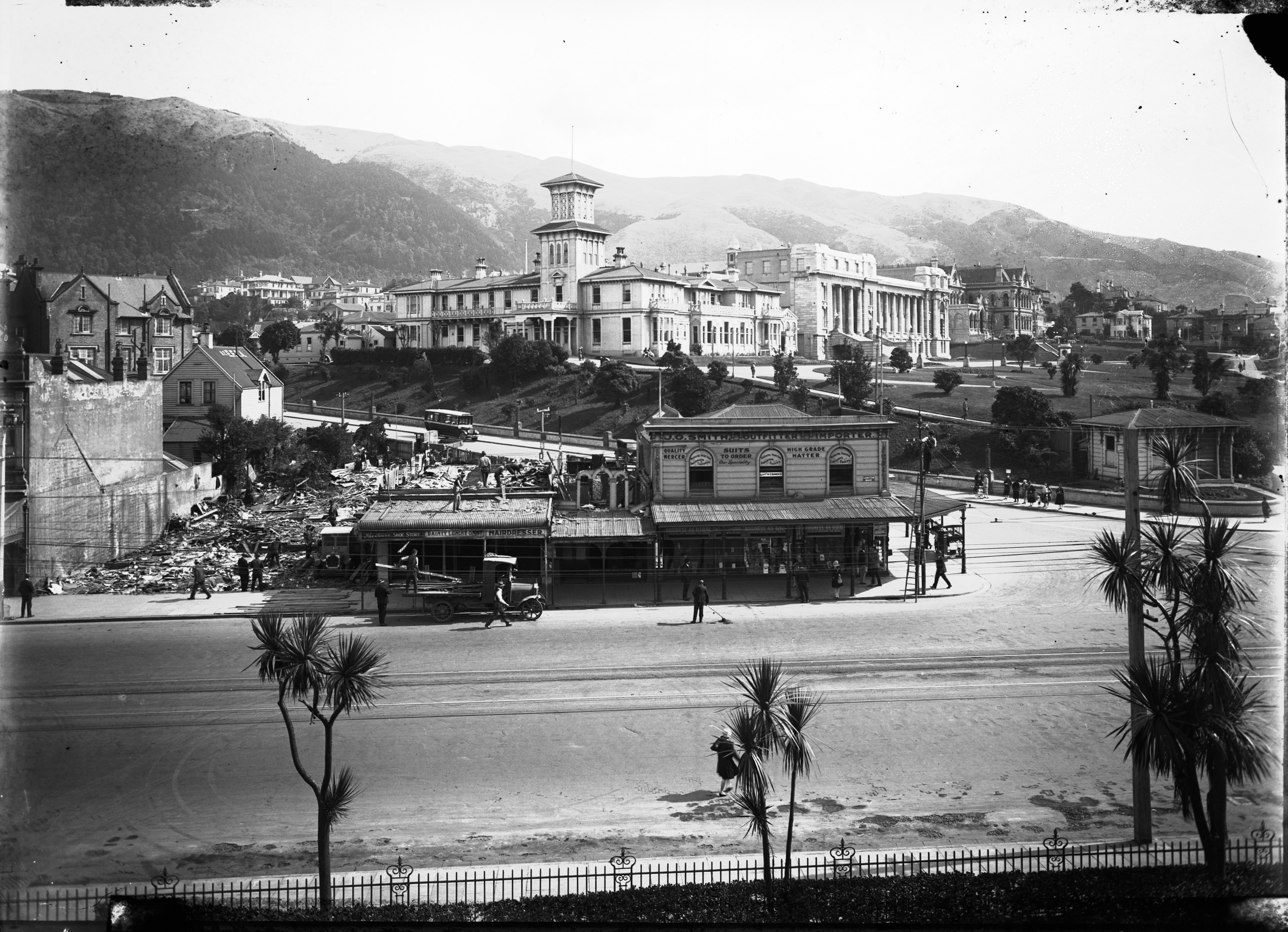
Thorndon, centre de govern de Wellington, c.. La Casa de Govern original (ara el lloc del rusc), els Edificis del Parlament i la Casa Turnbull estan en el fons

Wellington va ser declarada ciutat el 1840, i va ser triada per a ser la capital de Nova Zelanda el 1865, en lloc d'Auckland, que William Hobson havia convertit en capital el 1841. El Parlament de Nova Zelanda es va reunir per primera vegada a Wellington el 7 de juliol de 1862, amb caràcter temporal; el novembre de 1863, el Primer ministre de Nova Zelanda, Alfred Domett, va presentar una resolució davant el Parlament a Auckland que «…s'ha fet necessari que la seu del govern… es transfereixi a alguna localitat adequada a la [regió] de l'Estret de Cook». Hi havia hagut alguns dubtes en el sentit que l'Illa Sud més poblada (on eren els camps d'or) triaria formar una colònia separada en l'Imperi Britànic. Diversos comissionats convidats d'Austràlia, triats pel seu estat neutral, van declarar que la ciutat era un lloc adequat per ser central a Nova Zelanda i el seu bon port on es creia que tota la flota de la Royal Navy hi podria. L'estatus de Wellington com a capital és el resultat d'una convenció constitucional.

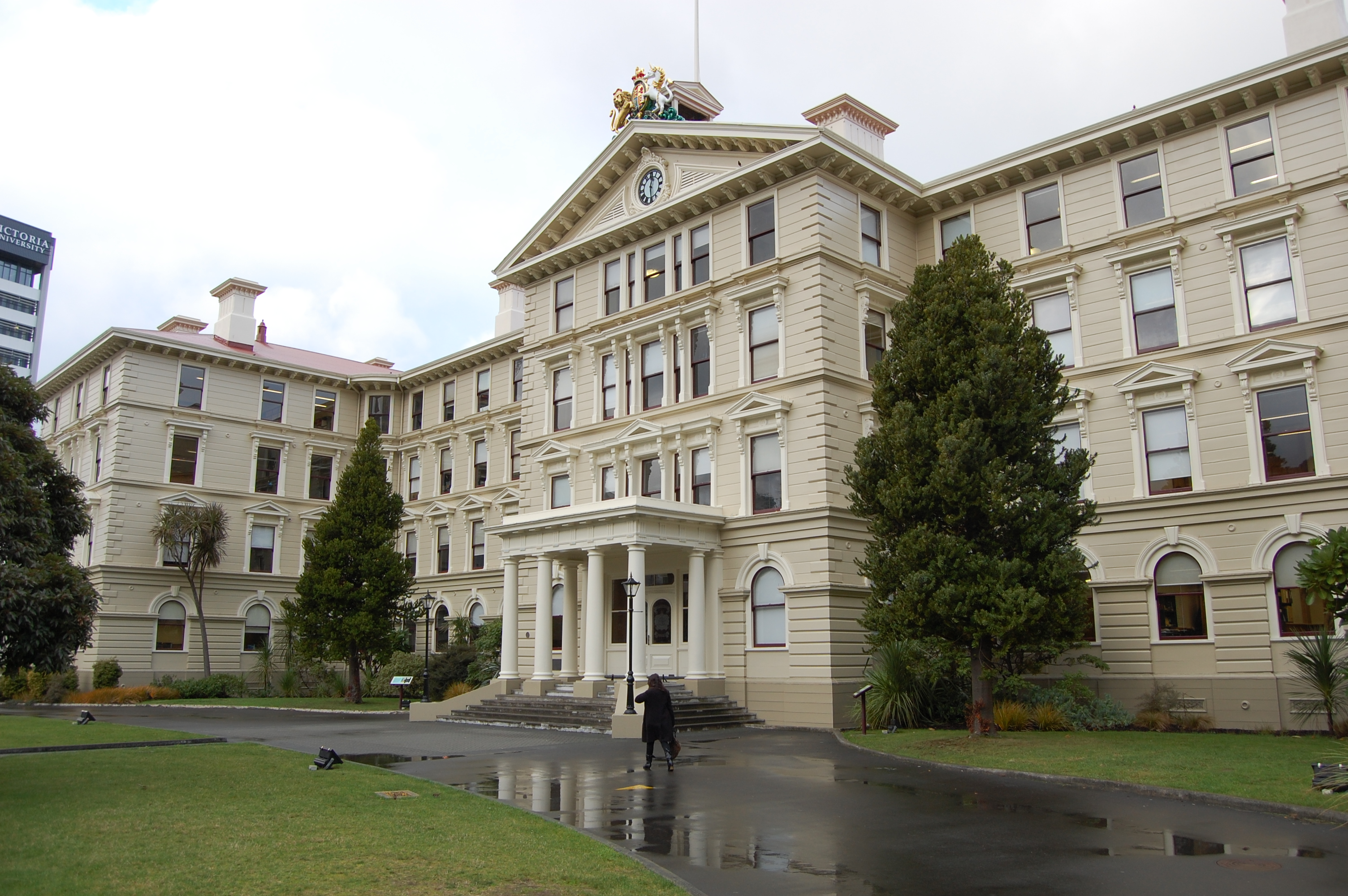
Edificis del Govern Antic, Lambton Quay, el segon edifici de fusta més gran del món i el més gran de l'hemisferi sud

Wellington és el centre polític de Nova Zelanda, que alberga les principals institucions governamentals. El parlament s'hi va traslladar des d'Auckland, que l'havia albergat els deu primers anys. La primera sessió parlamentària s'hi va reunir oficialment el 26 de juliol de 1865, Wellington tenia aleshores només 4.900 habitants.
Els ministeris es van instal·lar a un edifici al moll Lambton Quay el 1876. El servei públic es va ampliar ràpidament més enllà de la capacitat de l'edifici. Un primer departament en va eixir poc després de l'obertura; per a 1975 només hi romania el ministeri d'Ensenyament, i per a 1990 l'edifici estava buit. La capital és també la seu del Tribunal Suprem de Nova Zelanda que s'ha establert a l'edifici històric del Tribunal Superior de 1881 que s'ha ampliat i restaurat. La residència del Governador General, Government House (l'edifici actual acabat el 1910) és a Newtown, enfront de la Reserva de la Conca. Premier House (construït el 1843 per al primer batlle de Wellington, George Hunter), la residència oficial del primer ministre, és a Thorndon al carrer Tinakori Road.
Més de sis mesos el 1939 i 1940 Wellington va acollir l'Exposició del Centenari de Nova Zelanda, per a celebrar un segle des de la signatura del Tractat de Waitangi. Ocupava un vint-i-dos hectàrees a Rongotai. Tenia tres sales d'exposició en estil art déco i un parc de lleure molt popular de 1,2 hectàrea. Va atreure més de 2,5 milions de visitants en un moment en què la població de Nova Zelanda era de 1,6 milions.

## Ensenyament

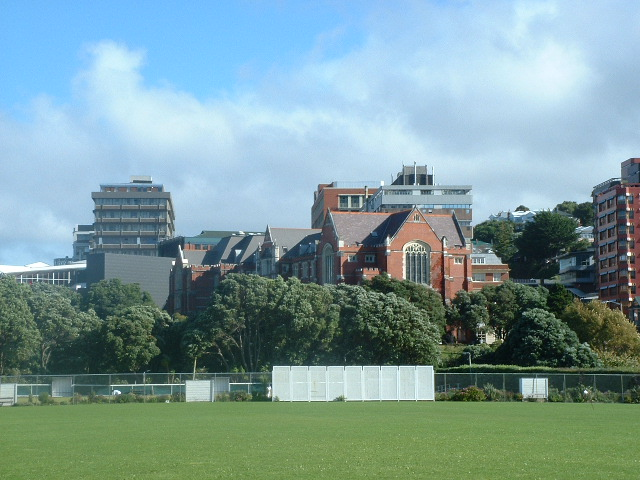
Universitat Victòria de Wellington

La Universitat Victòria de Wellington té quatre campus i té un sistema de tres trimestres que comencen el març, el juliol i el novembre. El 2011 tenia 22.234 estudiants. Dels 22.234 estudiants, un 54% eren dones i un 46% homes. Mentre que la majoria d'estudiants eren neozelandesos de descendència europea, 1.980 eren maoris, 1.064 venien de les illes pacífiques i 2.953 eren estudiants internacionals. La universitat tenia aleshores 1.974 empleats.
La Universitat Massey, basada principalment a Palmerston North, té un campus a Wellington. Aquest campus ofereix programes en comunicació, negoci, enginyeria, tecnologia, salut i art. L'escola de disseny va ser establerta el 1886.
La Universitat d'Otago de Dunedin també hi té un campus. Wellington té una facultat de medicina i salut.

## Esport
Els següents equips esportius es basen a Wellington: 
- Hurricanes — equip de rugbi a 15 del Super Rugby
- Wellington Lions — equip de rugbi a 15 de l'ITM Cup
- Wellington Phoenix — equip de futbol de l'A-League
- Team Wellington — equip de futbol del Campionat de Futbol de Nova Zelanda
- Central Pulse — equip de netball de l'ANZ Championship
- Wellington Firebirds — equip de criquet masculí
- Wellington Blaze — equip de criquet femení

## Política

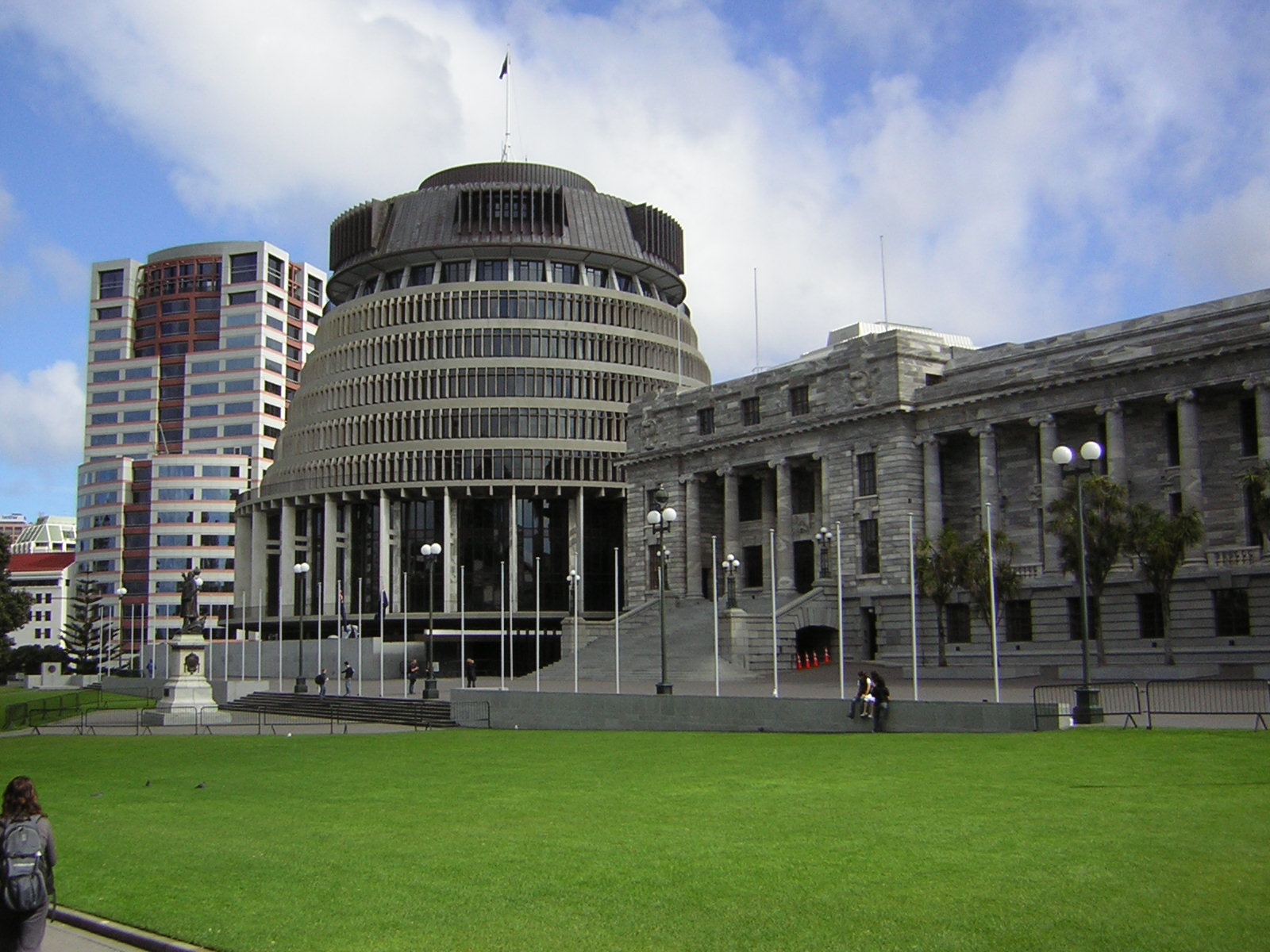
La Cambra de Representants de Nova Zelanda

Nacionalment, Wellington s'ubica en diverses circumscripcions electorals de la Cambra de Representants de Nova Zelanda.
| Circumscripció         | Diputat         | Partit     |
| ---------------------- | --------------- | ---------- |
| Hutt South             | Trevor Mallard  | Laborista  |
| Mana                   | Kris Faafoi     | Laborista  |
| Ōhariu                 | Peter Dunne     | Unit Futur |
| Rimutaka               | Chris Hipkins   | Laborista  |
| Rongotai               | Annette King    | Laborista  |
| Wellington Central     | Grant Robertson | Laborista  |
| Ikaroa-Rāwhiti (maori) | Meka Whaitiri   | Laborista  |
| Te Tai Hauāuru (maori) | Tariana Turia   | Maori      |
| Te Tai Tonga (maori)   | Rino Tirikatene | Laborista  |